# Tournoi d'échecs de Bugojno
Le tournoi d'échecs de Bugojno est un très fort tournoi d'échecs qui fut organisé cinq fois, tous les deux ans de 1978 à 1986, à Bugojno (Bosnie-Herzégovine, Yougoslavie). Les meilleurs joueurs des années 1970 et 1980 dont les champions du monde Anatoli Karpov (vainqueur lors de chacune de ses trois participations), Boris Spassky (une fois vainqueur ex æquo avec Karpov), et Mikhaïl Tal participaient régulièrement au tournoi. Garry Kasparov (vainqueur en 1982) a participé une fois au tournoi et a gagné avec 1.5 points d'avance. Les champions du monde Tigran Petrossian et Vassily Smyslov ont également joué dans ce tournoi (respectivement en 1982 et en 1984). Seul Viktor Kortchnoï, vice-champion du monde pendant une longue période à cette époque-là, n' était jamais invité à Bugojno pour assurer la participation des joueurs soviètiques.

## Palmarès
| Année | Dates                | Vainqueur(s)                 | Deuxième (s)                                        | Troisième(s)  | Quatrième(s)                                        | Joueurs | Catégorie | Notes                                                          |
| ----- | -------------------- | ---------------------------- | --------------------------------------------------- | ------------- | --------------------------------------------------- | ------- | --------- | -------------------------------------------------------------- |
| 1978  | 26 février - 16 mars | Anatoli Karpov Boris Spassky |                                                     | Jan Timman    | Ljubomir Ljubojević Mikhaïl Tal                     | 16      | XIV       |                                                                |
| 1980  | 3-24 mai             | Anatoli Karpov               | Bent Larsen                                         | Jan Timman    | Ljubomir Ljubojević Lev Polougaïevski Ulf Andersson | 12      | XV        |                                                                |
| 1982  | 6-25 mai             | Garry Kasparov               | Robert Hübner Ljubomir Ljubojević Lev Polougaïevski |               |                                                     | 14      | XIV       | 5e : Spassky ; 6e : Petrossian et Andersson                    |
| 1984  | 25 mai - 10 juin     | Jan Timman                   | Zoltán Ribli                                        | Eugenio Torre | Boris Spassky                                       | 14      | XIV       | 5e-9e : Tal ; 10e-11e : Smyslov                                |
| 1986  | 2 mai - 14 juin      | Anatoli Karpov               | Andreï Sokolov Ljubomir Ljubojević                  |               | Lajos Portisch Arthur Youssoupov Boris Spassky      | 8       | XVI       | Tournoi à deux tours 70 % des parties terminèrent par la nulle |